# Distretto di Alto Larán
Il distretto di Alto Larán è uno degli undici distretti della provincia di Chincha, in Perù. Si trova nella regione di Ica e si estende su una superficie di 298,83 chilometri quadrati.